# مطار لوكسمبورغ
مطار لوكسمبورغ الدولي (إياتا: LUX، إيكاو: ELLX) هو المطار الرئيسي في لوكسمبورغ. تأسسس في العام 1930 قع على بعد 3.25  ميل بحري (6.02 كم؛ 3.74 ميل) شرق مدينة لوكسمبورغ. تعامل المطار مع 4.4 مليون مسافر في عام 2019.

## شركات الطيران والوجهات

### الركاب
تقوم شركات الطيران التالية بتسيير رحلات منتظمة وموسمية إلى مطار لوكسمبورغ:
| شركـات طيـران                   | الوجهات |
| ------------------------------- | --- |
| طيران إيجيان                    | مطار أثينا الدولي |
| الخطوط الجوية البريطانية        | مطار لندن هيثرو |
| إيزي جيت                        | مطار لشبونة، مطار مالبينسا، مطار بورتو الدولي |
| الخطوط الجوية الملكية الهولندية | مطار سخيبول أمستردام |
| خطوط لوت الجوية البولندية       | مطار وارسو فريدريك شوبان |
| لوفتهانزا                       | مطار فرانكفورت، مطار ميونخ الدولي |
| لوكس إير                        | مطار باري كارل فويتيالا ‏، مطار برشلونة الدولي، مطار بلغراد نيكولا تسلا، مطار برلين براندنبرغ، مطار بولونيا، مطار هنري كواندا الدولي، مطار بودابست فرانز ليست الدولي، مطار كوبنهاغن، مطار جربة جرجيس الدولي، مطار دبلن الدولي، مطار فارو، Fuerteventura، مطار كريستيانو رونالدو، مطار جنيف الدولي، مطار كناريا الكبرى، مطار هامبورغ، مطار الغردقة الدولي، مطار كراكوف، Lanzarote، مطار لشبونة، مطار لندن سيتي، مطار مدريد باراخاس الدولي، مطار مالقة الدولي، مطار مالطا الدولي، مطار مرسى علم الدولي، مطار مالبينسا، مطار الحبيب بورقيبة الدولي، مطار مونبلييه ميديتيراني، مطار ميونخ الدولي، مطار نيس كوت دازور، مطار أوسلو-غاردرموين، مطار ميورقة، مطار باريس شارل ديغول، مطار بورتو الدولي، مطار فاكلاف هافيل الدولي، مطار ليوناردو دا فينشي، مطار ستوكهولم أرلاندا، مطار تينيريفي الجنوبي، مطار البندقية ماركو بولو، مطار فيينا الدولي موسمي: مطار أكادير المسيرة الدولي، مطار أجاكسيو، Almería، مطار أنطاليا، مطار بوريتا، مطار بيارتس بلاد البشكنش ‏، Boa Vista ‏، مطار بوردو ميرينياك، Brindisi، Burgas، Cagliari، Calvi، مطار كاتانيا-فونتاناروسا، مطار خانية الدولي ‏، Corfu، مطار بليز دياغني الدولي، مطار دبي الدولي، مطار دوبروفنيك، Figari، Florence، Heraklion، Heringsdorf، مطار إيبيزا، مطار عدنان مندريس، مطار خيريز، Kos، Lamezia Terme ‏، مطار مراكش المنارة الدولي، Menorca، مطار ميكونوس، مطار نابولي، مطار باليرمو الدولي، مطار أبروتسو الدولي، مطار بودغوريتسا الدولي، Rhodes، Rimini، Sal، مطار سالزبورغ، مطار سانتوريني (ثيرا) الوطني، São Vicente ‏، Sylt، Thessaloniki، Tivat، مطار تولون هيريس، مطار تونس قرطاج الدولي، مطار بلنسية، Varna، مطار زادار |
| رايان إير                       | مطار برشلونة الدولي، مطار أوريو أل سيريو، مطار دبلن الدولي، مطار فارو، مطار لشبونة، مطار لندن ستانستد، مطار مدريد باراخاس الدولي، مطار مالطا الدولي، مطار مارسيليا، مطار بورتو الدولي موسمي: مطار برلين براندنبرغ، مطار ميورقة، مطار إشبيلية، مطار تولوز بلانياك |
| الخطوط الجوية الدولية السويسرية | مطار زيورخ الدولي |
| تاب برتغال                      | مطار لشبونة موسمي: مطار بورتو الدولي |
| الخطوط الجوية التركية           | مطار إسطنبول الدولي |
| فولوتيا                         | مطار نيس كوت دازور موسمي: مطار أليكانتي |
| ويز للطيران                     | مطار هنري كواندا الدولي (تبدأ في 14 يونيو 2023)، مطار ليوناردو دا فينشي (تبدأ في 25 يوليو 2023)، مطار سكوبية الدولي (تبدأ في 18 ديسمبر 2023) |

### الشحن
| شركـات طيـران          | الوجهات |
| ---------------------- | --- |
| كارغولوكس              | مطار فيليكس أوفوي بوانيي الدولي، مطار أبو ظبي الدولي، مطار كوتوكا الدولي، Aguadilla، مطار ألماتي الدولي، مطار الملكة علياء الدولي، مطار سخيبول أمستردام، مطار عشق آباد الدولي، مطار هارتسفيلد جاكسون، مطار البحرين الدولي، مطار حيدر علييف الدولي، مطار سوفارنابومي الدولي، مطار برشلونة الدولي، مطار بكين العاصمة الدولي، مطار بيروت رفيق الحريري الدولي، مطار إلدورادو الدولي، مطار مايا مايا، مطار بودابست فرانز ليست الدولي، مطار الوزير بيستارينيي الدولي، مطار القاهرة الدولي، مطار كالغاري الدولي، Campinas–Viracopos، مطار تشيناي الدولي، مطار أوهير الدولي، Cotopaxi، Columbus–Rickenbacker، Curitiba-Afonso Pena ‏، مطار دالاس فورت ورث الدولي، مطار الملك فهد الدولي، مطار حمد الدولي، مطار دبي الدولي، Fortaleza، Glasgow–Prestwick، مطار غوادالاخارا الدولي، مطار تان سون نهات الدولي، مطار هونغ كونغ الدولي، مطار جورج بوش الدولي، مطار هنتسفيل الدولي، مطار إنديانابوليس الدولي، مطار صبيحة كوكجن الدولي، مطار سوكارنو هاتا الدولي، مطار أوليفر ريجنالد تامبو، مطار ندجيلي، Komatsu، مطار كوالالمبور الدولي، مطار الكويت الدولي، مطار مورتالا محمد الدولي، مطار ليون مبا الدولي، مطار لندن ستانستد، مطار لوس أنجلوس الدولي، مطار لوبومباشي الدولي، مطار كينيث كاوندا الدولي، مطار ماستريخت آخن، Manaus، مطار بينيتو خواريز الدولي، مطار ميامي الدولي، مطار مالبينسا، مطار تشاتراباتي شيفاجي الدولي، مطار مسقط الدولي، مطار انجمينا الدولي، مطار تشوبو سنتراير الدولي، مطار جومو كينياتا الدولي، مطار جون إف كينيدي الدولي، مطار كانساي الدولي، مطار أوسلو-غاردرموين، Petrolina، مطار ماريسكال سوكري الدولي، Recife، مطار ريو دي جانيرو الدولي، مطار لويس مارين مونيوز، مطار أرتورو ميرينو بينيتيز الدولي، مطار سياتل تاكوما الدولي، مطار إنتشون الدولي، مطار شانغهاي بودنغ الدولي، مطار الشارقة الدولي، مطار شينزين باوان الدولي، مطار شانغي سنغافورة، مطار تايوان تاويوان الدولي،مطار ناريتا الدولي،مطار تبليسي الدولي، مطار فيينا الدولي، مطار سرقسطة، مطار تشنغتشو الدولي |
| الخطوط الجوية الصينية  | مطار انديرا غاندي الدولي، مطار دبي الدولي، مطار تشاتراباتي شيفاجي الدولي، مطار فاكلاف هافيل الدولي، مطار تايوان تاويوان الدولي |
| خطوط جنوب الصين الجوية | مطار شانغهاي بودنغ الدولي |
| الإمارات للشحن الجوي   | مطار آل مكتوم الدولي |
| الخطوط الجوية القطرية  | مطار هارتسفيلد جاكسون، مطار إلدورادو الدولي، مطار أوهير الدولي، مطار حمد الدولي، مطار بينيتو خواريز الدولي، مطار غواروليوس الدولي |
| Silk Way Airlines      | مطار حيدر علييف الدولي |